# Christine Tappolet
Christine Tappolet é filósofa, acadêmica e autora suíça e canadense. Ela é professora titular do Departamento de Filosofia da Universidade de Montreal e é autora e editou vários livros, incluindo Emotions, Values, and Agency e Philosophy of Emotion: A Contemporary Introduction.
Os interesses de pesquisa de Tappolet giram em torno do campo da ética, com foco particular na metaética, psicologia moral e teoria da emoção. Seu principal interesse de pesquisa é a filosofia da emoção, incluindo o papel que as emoções desempenham em valores, crenças e ações.
Tappolet atuou como presidente da Société Analytique de Philosophie (SOPHA) de 2012 a 2015 e da Canadian Philosophical Association (CPA) de 2020 a 2022.

## Educação
Tappolet completou estudos de graduação na Universidade de Genebra, em filosofia, estudos alemães e ingleses. Ela então se formou com mestrado no King's College de Londres em 1989 e, posteriormente, obteve um M.Phil em 1992 na Universidade de Londres. Ela completou seu doutorado. na Universidade de Genebra sob a supervisão de Kevin Mulligan em 1996.

## Carreira
Tappolet iniciou sua carreira acadêmica em 1997 como professora catedrática no Departamento de Filosofia da Universidade de Montreal. Foi promovida a professora associada em 2002 e posteriormente a professora titular em 2008. Ela também foi Cátedra de Pesquisa do Canadá em Ética e Metaética na Universidade de Montreal entre 2004 e 2013. Ela foi convidada como professora visitante ilustre no Centro de Filosofia Moral e Política da Universidade Hebraica de Jerusalém em 2019.
Entre 2009 e 2021, Tappolet dirigiu um grupo de pesquisa interuniversitário sobre normatividade, Le Groupe de Recherche Interuniversitaire sur la Normativité (GRIN). De 2012 a 2014, dirigiu um centro de pesquisa em ética, o Centre de Recherche en Éthique de l'Université de Montréal (CRÉUM). Como Diretora Fundadora supervisionou a transformação deste centro num cluster de investigação interuniversitário financiado pelo FRQ, o Centre de Recherche en Éthique (CRÉ), que dirigiu até 2021.

## Registro de pesquisas
Tappolet publicou cerca de 100 artigos em periódicos e capítulos de livros. Seus interesses de pesquisa incluem epistemologia, filosofia da mente, ética filosófica, especialmente metaética e psicologia moral, bem como, centralmente, a filosofia das emoções e dos valores.

### A natureza das emoções
Ao investigar as emoções, Tappolet desenvolveu uma descrição das emoções em termos de experiências perceptivas. Ela argumentou que as emoções têm conteúdo representacional e avaliativo: envolvem representações de seus objetos intencionais como possuidores de características avaliativas. Quando você admira um artista, por exemplo, você o representa como sendo admirável. Além disso, segundo ela, tais estados afetivos são representações analógicas que possuem conteúdos não conceituais, ou seja, conteúdos que não são articulados conceitualmente. Consequentemente, não há necessidade de possuir um conceito avaliativo como admirabilidade para sentir admiração. De acordo com a chamada Teoria Perceptual, as emoções desempenham um papel central na agência humana: as emoções estão intimamente ligadas aos valores, à decisão e à ação. Com Mauro Rossi, ela argumentou que a Abordagem Perceptual está em melhor posição do que a Teoria Atitudinal desenvolvida por Julien Deonna e Fabrice Teroni para explicar a relação entre emoções e valores.
Da mesma forma, Tappolet examinou a afirmação comum de que a emoção envolve necessariamente motivação. Concentrando-se no caso do medo, ela argumentou que mesmo uma emoção como o medo não precisa envolver motivação. Assim, existem "emoções contemplativas", como o medo dirigido ao passado ou a entidades fictícias. Aliás, ela também argumentou que o medo não precisa dizer respeito ao próprio bem-estar. Pace Martha Nussbaum, podemos, por exemplo, sentir medo de estranhos.
Tappolet também pesquisou a natureza das emoções negativas em geral. Em particular, ela avaliou as implicações teóricas da existência de emoções negativas, sustentando que mesmo que as muitas maneiras pelas quais as emoções podem ser negativas façam uma diferença com as experiências perceptivas padrão, a Teoria Perceptual não está ameaçada.
No entanto, Tappolet argumentou recentemente que a Teoria da Percepção deveria ser substituída por uma teoria das emoções que explicasse melhor as diferenças entre emoções e experiências perceptuais sensoriais. Esta nova teoria, chamada de "Teoria Receptiva", sustenta que as emoções devem ser modeladas em representações analógicas de magnitudes, como distância e número.
No geral, a pesquisa de Tappolet visa estudar os diversos aspectos das emoções. Tappolet investigou o papel das emoções em ações irracionais, como ações resultantes de fraqueza da vontade. Ela também examinou a influência das emoções nas crenças, argumentando que, sob algumas condições, as emoções poderiam justificar crenças sobre características avaliativas, como perigo ou admirabilidade. Um de seus interesses centrais é a regulação e educação das emoções. No início, ela argumentou que as emoções exibem plasticidade na medida em que os indivíduos podem, em grande medida, moldar as suas disposições emocionais na esperança de experimentar emoções mais adequadas. No seu recente trabalho de 2022, ela argumentou que a arte, como a música e a literatura, desempenha um papel central na regulação e educação das emoções.
Juntamente com Mauro Rossi, Tappolet examinou a relação entre emoções, felicidade psicológica, bem-estar e virtude, propondo um argumento no sentido de que, assumindo uma abordagem aristotélica das virtudes como envolvendo disposições emocionais, ser virtuoso pode contribuir para o bem-estar de alguém., embora apenas quando as condições externas forem favoráveis. Ela e Rossi também discutiram as objeções contra a teoria tradicional do bem-estar baseada na felicidade, propondo uma nova teoria baseada na felicidade. A felicidade psicológica, argumentaram eles, é caracterizada por um equilíbrio positivo de estados afetivos, ou seja, emoções, humores e prazeres sensoriais. Além disso, argumentaram que, dado que a felicidade é composta por estados que possuem condições de adequação, como a emoção, a própria felicidade pode ser avaliada como adequada ou inadequada. O bem-estar pode então ser definido em termos de felicidade adequada, isto é, felicidade que corresponde às circunstâncias que o indivíduo se encontra.

### Metaética, ética normativa e psicologia moral
Tappolet pesquisou tópicos de ética filosófica. Na metaética, ela concentrou-se na natureza das características avaliativas, defendendo uma abordagem sentimentalista segundo a qual tais características estão essencialmente ligadas a respostas afetivas. De acordo com esta explicação, é uma verdade conceptual que algo é admirável se e só se sentir admiração for apropriado em resposta a isso. Ela mostrou que este tipo de sentimentalismo é compatível com o realismo de valores, ou seja, a tese de que as características avaliativas são propriedades objetivas do mundo.
Uma questão que Tappolet abordou é a de como compreender a noção de correção ou adequação no que se refere às emoções. Segundo ela, embora as emoções possam ser avaliadas de diversas maneiras, a correção representacional, que é uma dimensão central da avaliação, é o que está em jogo quando se questiona se algo tem uma característica avaliativa específica, como ser admirável.
Na ética normativa, Tappolet defendeu um consequencialismo pluralista, segundo o qual se deve promover uma pluralidade de bens, incluindo o bem-estar, a autonomia e a justiça. Ela também argumentou que virtudes como coragem ou bondade envolvem centralmente disposições emocionais. Diante disso, a educação moral requer a educação da emoção.
Na psicologia moral, o trabalho de Tappolet concentrou-se em ações irracionais, como akrasia, fraqueza de vontade e procrastinação. Em particular, ela examinou a ligação entre akrasia e autocontrole, argumentando que as ações acráticas, ou seja, beber mais uma taça de vinho contra o seu melhor julgamento, não precisam manifestar falta de autocontrole, dado que tal ação pode ser livre e intencional.
Ao revisar o livro Emotions, Values, and Agency de Tappolet, Benjamin De Mese observou que o livro "é rico, escrito de forma acessível, bem estruturado e extremamente bem informado". Ele observou ainda que "sua teoria da emoção está interligada com teorias plausíveis de valor e agência, e essas teorias interligadas apoiam-se mutuamente". De acordo com a resenha do livro de Charlie Kurth, Haley Crosby e Jack Basse, Tappolet "fornece uma defesa rica, provocativa e altamente acessível de uma teoria perceptiva da emoção". Em sua resenha, Michael Brady escreve: "(...) seu último livro irá gerar um interesse considerável por parte dos filósofos (...). Esse interesse será generosamente reembolsado. A última ilustração, defesa e aplicação de Tappolet de sua versão da Teoria da Percepção (...) proporcionar conforto aos apoiantes do modelo e pausa para reflexão aos seus oponentes. É um modelo de clareza e rigor e evidencia uma profunda compreensão das emoções, valores, razões, responsabilidade e agência."

## Obras publicadas

### Livros
- Émotions et Valeurs (2000) [em francês]
- Coeditado com Sarah Stroud, Weakness of Will and Practical Irrationality (2003) ISBN 9780199257362 [em inglês]
- Com coautoria de Luc Faucher, A Modularidade das Emoções (2007) ISBN 9780919491328
- Com Ruwen Ogien, Les concepts de l'éthique: Faut-il être conséquentialiste (2009) ISBN 9782705668006 [em francês]
- Emotions, Values, and Agency (2016) ISBN 9780199696512 [em inglês]
- Com coautoria de Julien Deonna, Fabrice Teroni e Anita Konzelmann Ziv, Shadows of the Soul: Philosophical Perspectives on Negative Emotions (2018) ISBN 9781138689695 [em inglês]
- Philosophy of Emotion: A Contemporary Introduction (2022) ISBN 9781315542300 [em inglês]

### Artigos científicos em destaque
- Tappolet, C. (1997). Mixed inferences: a problem for pluralism about truth predicates (em inglês). Análise, 57(3), 209–210.
- Tappolet, C. (2000). Truth pluralism and many‐valued logics: a reply to Beall (em inglês). The Philosophical Quarterly, 50(200), 382–385.
- Tappolet, C. (2003). Emotions and the intelligibility of akratic action (em inglês). Em S. Stroud e C. Tappolet (eds.). Weakness of Will and Practical Irrationality. Oxford: Clarendon Press da Oxford University Press, 97–120.
- Tappolet, C. (2010). Emotion, motivation, and action: The case of fear (em inglês). Em P. Goldie (ed.) O manual de filosofia da emoção de Oxford, Oxford: Oxford University Press, 325–345.
- Tappolet, C. (2012). Emotions, perceptions, and emotional illusions (em inglês). Em C. Calabi (ed.) Perceptual illusions. Philosophical and psychological essays. Londres: Palgrave Macmillan, 205–222.
- Tappolet, C. (2016). Self-Control and Akrasia (em inglês). Em M. Griffith, N. Levy e K. Timpe (eds.), Routledge Companion to Free Will. Nova York: Routledge, 565–576.
- Rossi, M. e Tappolet, C. (2019). What kind of evaluative states are emotions? The attitudinal theory vs. the perceptual theory of emotions (em inglês). Jornal Canadense de Filosofia, 49(4), 544–563.
- Tappolet, C. (2022). Sailing, Flow, and Happiness (em inglês). Em R. Casati (ed.), The Sailing mind, Cham: Springer, 17–29.
- Rossi, M., & Tappolet, C. (2023), Well-being as Fitting Happiness (em inglês). Em C. Howard e R. Rowland (eds.) Adequação. Oxford: Oxford University Press, 267–289.